# Élivágar
Gli Élivágar ("onde tempestose", reperibile anche sotto la forma Elivágar) sono un gruppo di fiumi cosmici della mitologia norrena, impetuosi e scroscianti, che sgorgano dalla sorgente Hvergelmir, situata nel mezzo del Niflheimr.
Si narra quindi, all'inizio del mondo, gli Élivágar arrivavano così lontano dalla loro sorgente gli effluvi velenosi che accompagnavano questi fiumi si indurivano come il ghiaccio. E appunto dove questo ghiaccio si era fermato si formò dal veleno una pioggia che cade su Ginnungagap, e congelò stratificandosi in brina. E così uno dei due bordi del baratro era congelato, mentre l'altro era riscaldato dal calore di Múspellsheimr ("terra delle fiamme"); in questo modo il ghiaccio si sciolse e cominciò a gocciolare: da queste gocce ebbe origine la vita, e il primo essere creato fu Ymir.
Questo mito della creazione è così citato nel terzo canto dell'Edda poetica, il Vafþrúðnismál:

Ór Élivagom

stukkoo eitrdropar,

svá óx, unz varð ór jötunn;

[þar órar ættir

kómu allar saman,

því er þat æ allt til atalt.]»

«Fuori dagli  Elivágar

schizzavano gocce di veleno,

e crebbero finché ne sortì un gigante.

[Di là le nostre stirpi

vennero tutte del pari originate,

sono per questo progenie perversa.]»»
(Edda poetica - Vafþrúðnismál - Il discorso di Vafþrúðnir XXXI - Traduzione di Dario Giansanti)
Snorri Sturluson, nel Gylfaginning 5b ne parla così:
(Snorri Sturluson - Edda in prosa - Gylfaginning V - Traduzione di Stefano Mazza)

## I fiumi come confine
I fiumi sono spesso considerati come un confine: ad esempio nello Skáldskaparmál 26 [3], vengono considerati come limite del mondo dei giganti.
Anche Týr, per riferirsi al posto in cui dimora suo padre, il gigante Hymir, usa l'espressione «a oriente degli Élivágar».
Alla fine di un altro mito, ovvero il duello di Thor contro il gigante Hrungnir, sono citati ancora i fiumi: dato che il dio del tuono aveva ancora una cote infilata nella testa, venne una maga, Gróa ("[colei che fa] crescere"), per liberarlo. Questa iniziò l'incantesimo e la cote cominciò a muoversi; Thor, intuendo che presto poteva essere liberato, cominciò a raccontarle la storia di quando trasportò in una gerla, sulle proprie spalle, suo marito Aurvandill il Coraggioso, guadando questi fiumi da nord a sud, portandolo via quindi da Jǫtunheimr. La prova di questa sua impresa stava nel fatto che uno degli alluci di Aurvandill era rimasto fuori dalla gerla ed era congelato; allora Thor lo prese e lo gettò nel cielo creando una nuova stella, Aurvandillstá ("alluce di Aurvandill")
Anche nel mito di Starkaðr vengono citati gli Élivágar: infatti al nonno dell'eroe norreno, il gigante Starkaðr Áludrengr, era stata promessa una fanciulla di nome Ögn ("[colei che incute] timore"); una volta il gigante si recò a nord, oltre i fiumi, ed ella era stata rapita da Hergrímr, dal quale ebbe in seguito un figlio.

## I nomi dei fiumi
Nonostante gli Élivágar siano presenti in molti miti, spesso la loro descrizione non coincide.
Snorri Sturluson nella prima parte dell'Edda in prosa, il Gylfaginning, quando parla della creazione del mondo enumera questi fiumi:
(Snorri Sturluson - Edda in prosa - Gylfaginning 4c - Traduzione di Stefano Mazza)
In seguito, sempre nel Gylfaginning, Snorri Sturluson, quando parla del Valhalla, aggiunge diversi fiumi a questo elenco, usando come fonte per questa nuova enumerazione il Grímnismál, dove vengono citati numerosi fiumi cosmici:
(Snorri Sturluson - Edda in prosa - Gylfaginning 39e - Traduzione di Stefano Mazza)